# Cerkiew św. Elżbiety w Wiesbaden
Cerkiew św. Elżbiety – parafialna cerkiew prawosławna w Wiesbaden, wzniesiona w 1855 na wzniesieniu Neroberg. Pozostaje w jurysdykcji eparchii berlińskiej i niemieckiej Rosyjskiego Kościoła Prawosławnego poza granicami Rosji. W bezpośrednim sąsiedztwie cerkwi znajduje się cmentarz prawosławny.

## Historia

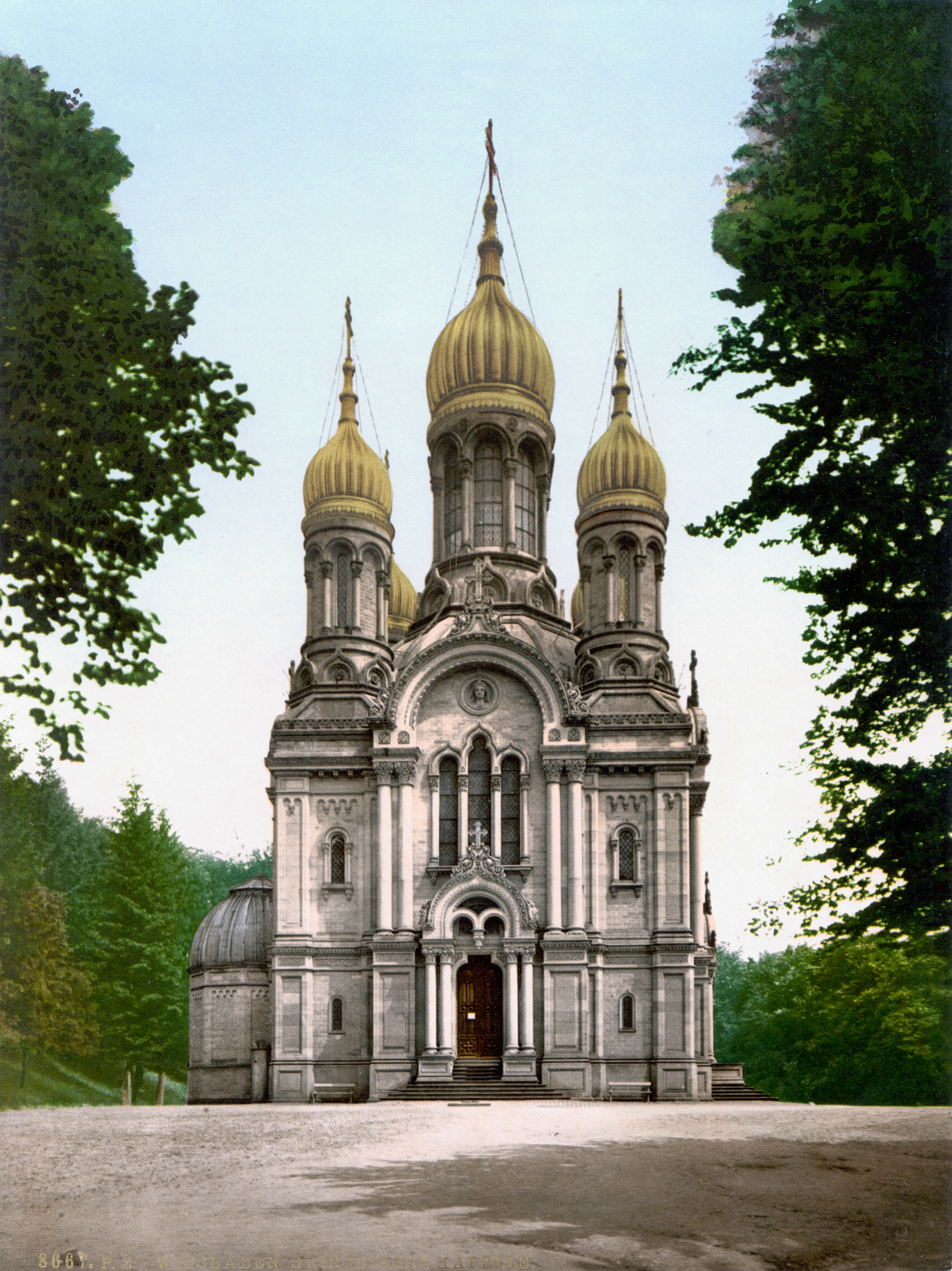
Widok cerkwi w 1900

Cerkiew została wzniesiona w latach 1847–1855 z inicjatywy wielkiego księcia Adolfa von Nassau, który chciał w ten sposób upamiętnić przedwczesną śmierć swojej żony, dziewiętnastoletniej księżniczki rosyjskiej Elżbiety Michajłowny Romanowej. Budynek został wzniesiony w taki sposób, by pogrążony w żałobie mąż mógł widzieć go ze swoich okien. Budowę współfinansował car rosyjski Mikołaj I.
Projekt cerkwi wykonał architekt Philipp Hoffmann, który wzorował się na soborze Chrystusa Zbawiciela w Moskwie. 28 maja 1855 budynek został uroczyście poświęcony, do jego podziemi przeniesiono ciało zmarłej księżnej. Dookoła budynku wytyczono teren na cmentarz prawosławny.
Ze względu na popularność Wiesbaden wśród arystokratów rosyjskich, przyjeżdżających stale lub czasowo, cerkiew otrzymała status parafialnej. Tablica pamiątkowa we wnętrzu świątyni upamiętnia udział w nabożeństwie w niej Mikołaja II z carycą Aleksandrą. W czasie I wojny światowej nabożeństwa prawosławne, kojarzone z Rosją, były zabronione, jednak po wojnie, na fali białej emigracji rosyjskiej, liczba parafian gwałtownie wzrosła. Cerkiew przyłączyła się wówczas do Rosyjskiego Kościoła Prawosławnego poza granicami Rosji.
W latach 90. XX wieku i na początku XXI była gruntownie remontowana.

## Architektura

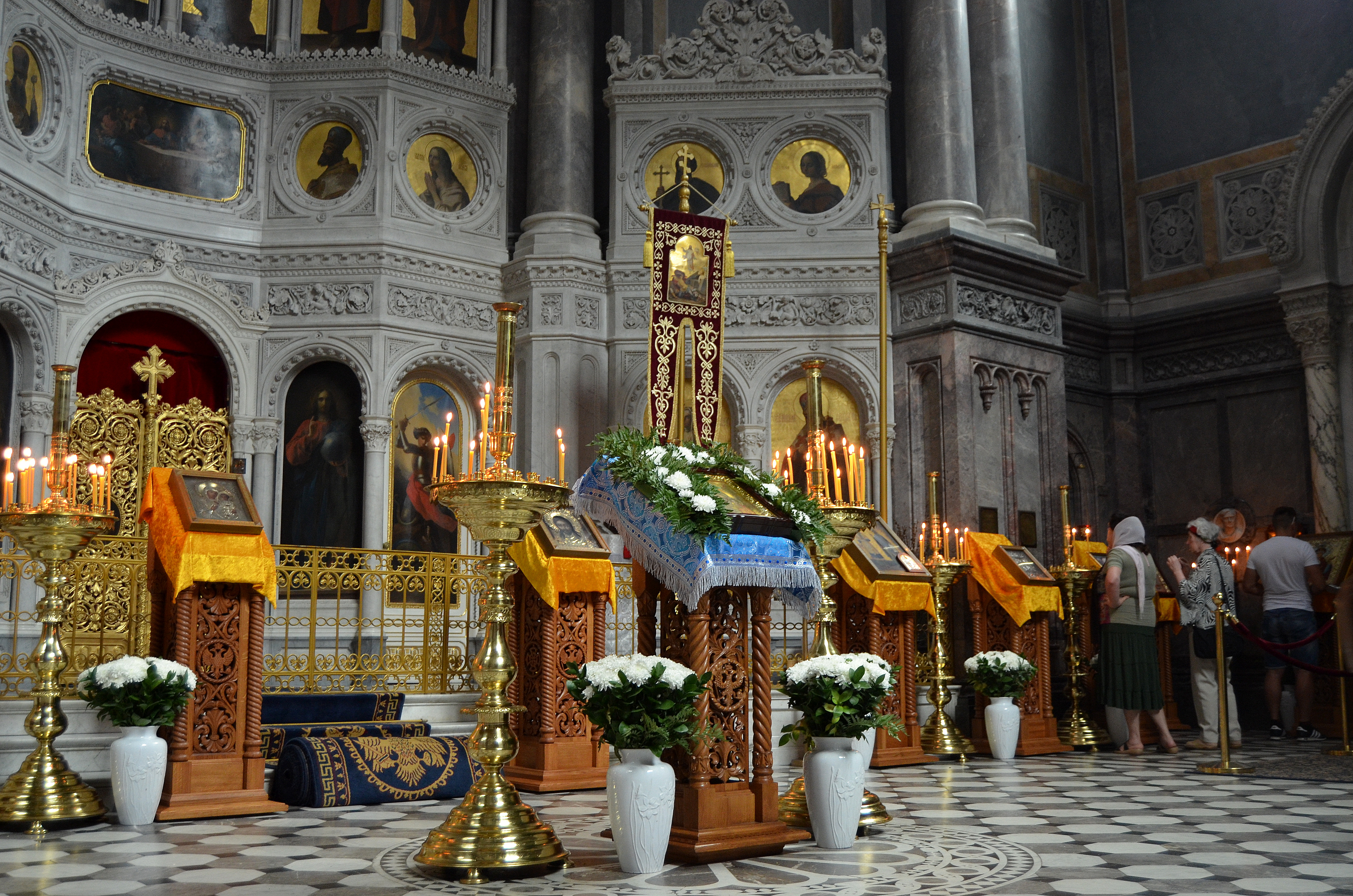
Fragment ikonostasu

Cerkiew wzniesiona jest na planie kwadratu, z pięcioma złoconymi cebulastymi kopułami zgrupowanymi wokół największej, centralnej. Wszystkie kopuły są zwieńczone prawosławnymi krzyżami. Poniżej kopuł znajdują się rzędy półkolistych okien wypełnionych witrażami.
Wejście do budynku prowadzi przez drzwi z portalami od południa lub zachodu, przez przedsionek. Wejście południowe, zarezerwowane dla najwyższej arystokracji i najważniejszych gości, jest na stałe zamknięte od czasu upadku caratu w Rosji. Portal z motywem oślego grzbietu wieńczy krzyż prawosławny. W centralnym punkcie fasady znajdują się trzy półkoliste okna z ozdobnym obramowaniem, między dwoma rzędami korynckich pilastrów. Płaskorzeźby z oślimi grzbietami pojawiają się również w dekoracji podstaw kopuł.